# 30ª Divisione fanteria "Sabauda"
La 30ª Divisione di Fanteria Sabauda fu una Grande Unità di Fanteria del Regio Esercito.

## Storia
Le origini della Divisione risalgono alla Brigata Reggio dell'Armata Sarda, istituita il 25 marzo 1860 sul 45º e 46º Reggimento di Fanteria.
Il 31 ottobre 1926 fu ricostituita come XXX Brigata di Fanteria, su base ternaria con l'aggregazione del 59º Reggimento di Fanteria Calabria. Successivamente, insieme al 16º Reggimento di Artiglieria da Campagna, formò la Divisione Militare Territoriale di Cagliari (30ª) e, quando nel 1934 quest'ultima fu ridenominata Comando Militare di Cagliari - Divisione di Fanteria Sabauda (30ª), divenne Brigata di Fanteria Sabauda (XXX). Il 1º ottobre dello stesso anno la Divisione, ordinata su 46° Reggio e 60º Reggimento di Fanteria Calabria, 3º Reggimento Bersaglieri e 16º Reggimento di Artiglieria per Divisione di Fanteria, fu mobilitata ed inviata in Eritrea. Durante questo periodo in colonia, a Sassari ed a Cagliari fu sostituita dalla Divisione di Fanteria Sabauda II (130ª), col 42º Reggimento di Artiglieria per Divisione di Fanteria e con la nuova Brigata di Fanteria Sabauda II (CXXX), formata dal 239º e 240º Reggimento di Fanteria Pesaro.

### Guerra d'Etiopia
La Divisione sbarcò a Massaua il 21 giugno del 1935, acquartierandosi tra Asmara e Decamerè. All'inizio delle operazioni presidiava i forti di confine con l'Etiopia; il 3 ottobre avanzò nella conca di Adigrat ed il 7 raggiunse il passo di Chessad Megà. Il 1º Novembre e nei giorni successivi partecipò alla presa di Macallè e del suo forte battendo le forze abissine. Il 28 dicembre la Divisione si impadronì delle alture della conca di Buie. Nel gennaio del 1936 si rischierava nell'Endertà, per partecipare alla battaglia dell'Amba Aradam: il 13 febbraio batté la resistenza del nemico ad Adi Acheidi, avanzando per raggiungere il 27 il passo Amba Alagi-Amba Aradam. Prese parte alla Battaglia di Mai Ceu, inseguendo il nemico dal passo Agumbertà fino alla riva orientale del Lago Ascianghi, teatro dell'omonima battaglia, per poi essere inserita nella colonna di attacco contro Addis Abeba, movimento che si concluse il 5 maggio con l'occupazione della città. Dopo aver partecipato ad operazioni di rastrellamento e stabilizzazione, rientrò in Italia in dicembre.

### Seconda guerra mondiale
Il 15 aprile 1939, in esecuzione del nuovo ordinamento del Regio Esercito, la Divisione di Fanteria Sabauda (30ª) viene riorganizzata su 45º e 46º Reggimento di Fanteria, sul 16º Reggimento di Artiglieria per Divisione di Fanteria Sabauda e sulla 176ª Legione Camicie Nere d'Assalto, trasformata il 25 luglio 1943 in 345º Reggimento di Fanteria.
Allo scoppio delle ostilità il comando della Divisione era a Cagliari, con la divisione schierata tra Cagliari e Iglesias, per poi essere spostata, nel giugno del 1940, a presidio del settore Sulcis e del settore Iglesiente, sulle coste sud-occidentali dell'isola, dove rimase con compiti di difesa costiera fino all'armistizio di Cassibile.

#### Nel Regno del Sud
Il 10 settembre 1943 si spostò nell'interno dell'isola, sbarrando la strada ai Tedeschi verso Cagliari sulla linea Villacidro-Samassi-Selegas-Suelli. Aderì al Regno del Sud e venne impiegata in operazioni di rastrellamento e pattugliamento fino al 10 novembre 1943.
Inquadrata nell'Esercito cobelligerante italiano, iniziò il trasferimento in Sicilia, nelle zone di Enna e Caltanissetta, dove rimase fino al settembre 1944. Assunta il 1º ottobre la denominazione di Divisione Sicurezza Interna Sabauda, viene trasferita nelle zone di Messina, Catania e Siracusa con compiti operativi di difesa costiera, difesa antiparacadutisti, sorveglianza e difesa dei campi d'aviazione, nello sminamento e nell'ordine pubblico. Inquadrata su I e II brigata, costituite dai 45º, 46º, 16º e 145º Reggimenti Sicurezza Interna.

### Nella Repubblica Italiana
Il 15 agosto 1946 la Divisione Sicurezza Interna Sabauda fu riorganizzata in brigata, e, in conseguenza del cambiamento istituzionale dello stato italiano mutò la sua denominazione in Brigata di Fanteria Reggio per essere poi sciolta il 1º febbraio 1948 e una parte dei suoi reparti confluiti nella Brigata di Fanteria Aosta, che, con l'espansione del ricostituito Esercito Italiano all'inizio della Guerra Fredda, fu trasformata in Divisione di Fanteria Aosta.

## Ordine di battaglia
1940/41
- Comandante della fanteria divisionale - Generale di brigata Federico Magrì (dal 10 ottobre 1941, sino al 15 agosto 1942)

- 45º Reggimento fanteria "Reggio"
- 46º Reggimento fanteria "Reggio"
- 176ª Legione d'Assalto "San Efisio"
  - CLXXV Battaglione CC.NN. "Salvaterra"
  - CLXXVI Battaglione CC. NN. "San Efisio"
- 16º Reggimento artiglieria
  - I Gruppo artiglieria
  - II Gruppo artiglieria
  - III Gruppo artiglieria
  - 330ª Batteria artiglieria contraerea
- XXX Battaglione mortai da 81
- 30ª Compagnia cannoni da accompagnamento da 47/32 Mod. 1935
- 30ª Sezione mitraglieri
- 10ª Compagnia genio
- 30ª Compagnia radiotelegrafisti
- 41ª Cp. Sit.
- 60ª Sezione sanità
  - 516º Ospedale da campo
  - 517º Ospedale da campo
  - 518º Ospedale da campo
- 42ª Sezione sussistenza
- 45ª Sezione panettieri
- 30ª Autosezione
- 96ª Sezione CC.RR.
- 97ª Sezione CC.RR.
- 30º Ufficio posta militare

1942/43
- Comandante della fanteria divisionale - Generale di brigata Giuseppe Vallerini (dal 15 agosto 1942)

- 45º Reggimento fanteria "Reggio"
- 46º Reggimento fanteria "Reggio"
- 176ª Legione d'Assalto "San Efisio" (dal 1941)
  - CLXXV Battaglione CC.NN. "Salvaterra"
  - CLXXVI Battaglione CC. NN. "San Efisio"
- 16º Reggimento artiglieria
- XXX Battaglione mortai da 81
- 30ª Compagnia cannoni da accompagnamento da 47/32
- 130ª Compagnia cannoni da accompagnamento da 47/32
- 30ª Compagnia mista telegrafisti/marconisti

1945/46
- I Brigata Sicurezza Interna
  - 45º Reggimento fanteria "Reggio"
  - 46º Reggimento fanteria "Reggio"
- II Brigata Sicurezza Interna
  - 145º Reggimento fanteria "Catania"
  - 16º Reggimento artiglieria "Sabauda"  (senza pezzi)
- CXXX Battaglione Misto Genio
- Servizi Divisionali

## Comandanti
1934-1939
- Gen. B. Luigi De Biase.
- Gen. D. Edmondo Rossi

1940-1946
- Gen. D. Ubaldo Scanagatta (1939 - 21 luglio 1940)
- Col. (f) Gino Piccini (22 luglio - 19 agosto 1940)
- Gen. B. Nino Sozzani (20 agosto 1940 - 21 febbraio 1942)
- Gen. D. Giovanni Battista Zenati (22 febbraio 1942 - marzo 1945)
- Gen.B. Attilio Lazzarini (marzo 1945 - 16 agosto 1946)